# Xina estricta

L'Imperi xinès sota la dinastia Ming (1368–1644).

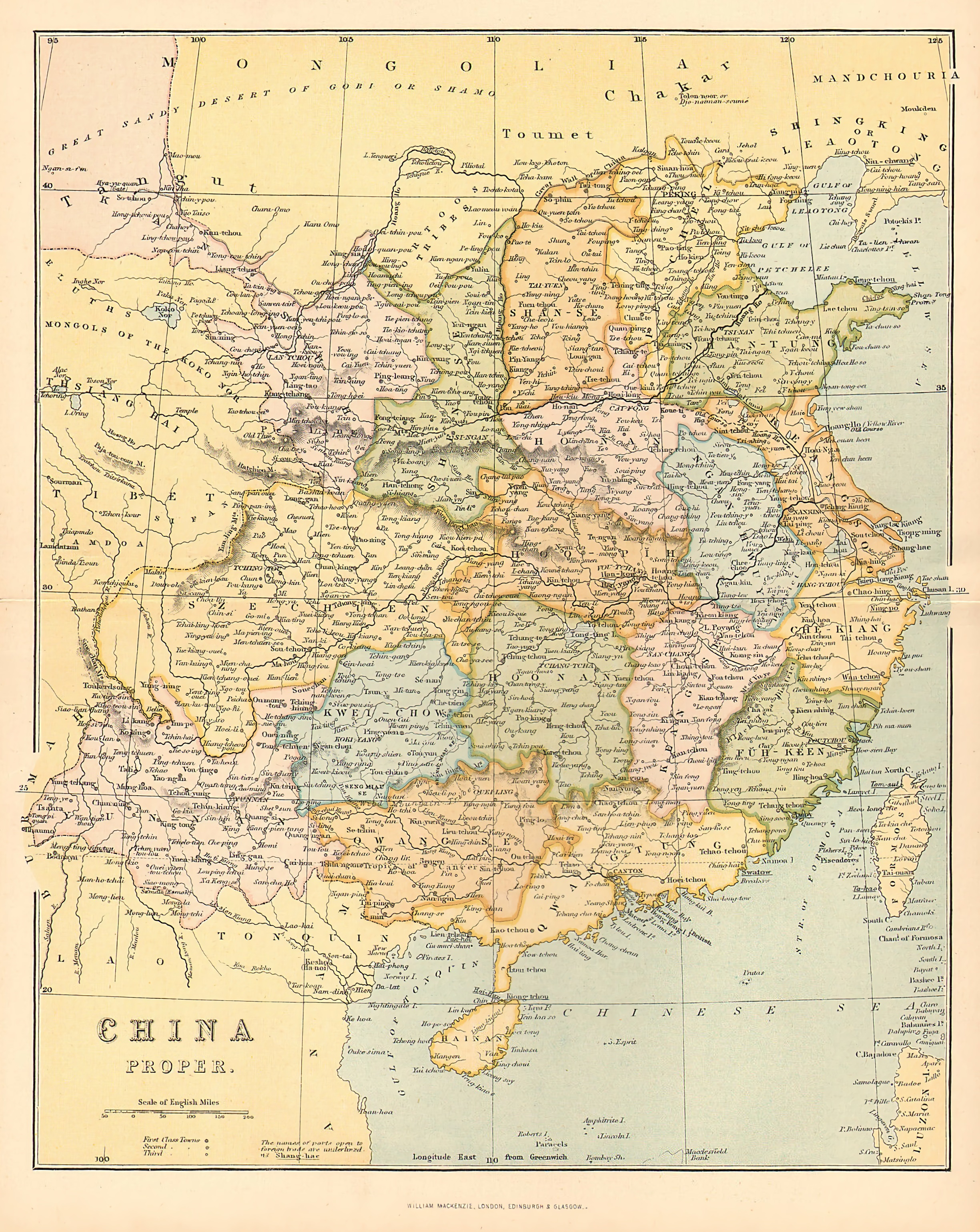
Les divuit províncies xineses el 1875, quan Taiwan encara formava part de Fujian.

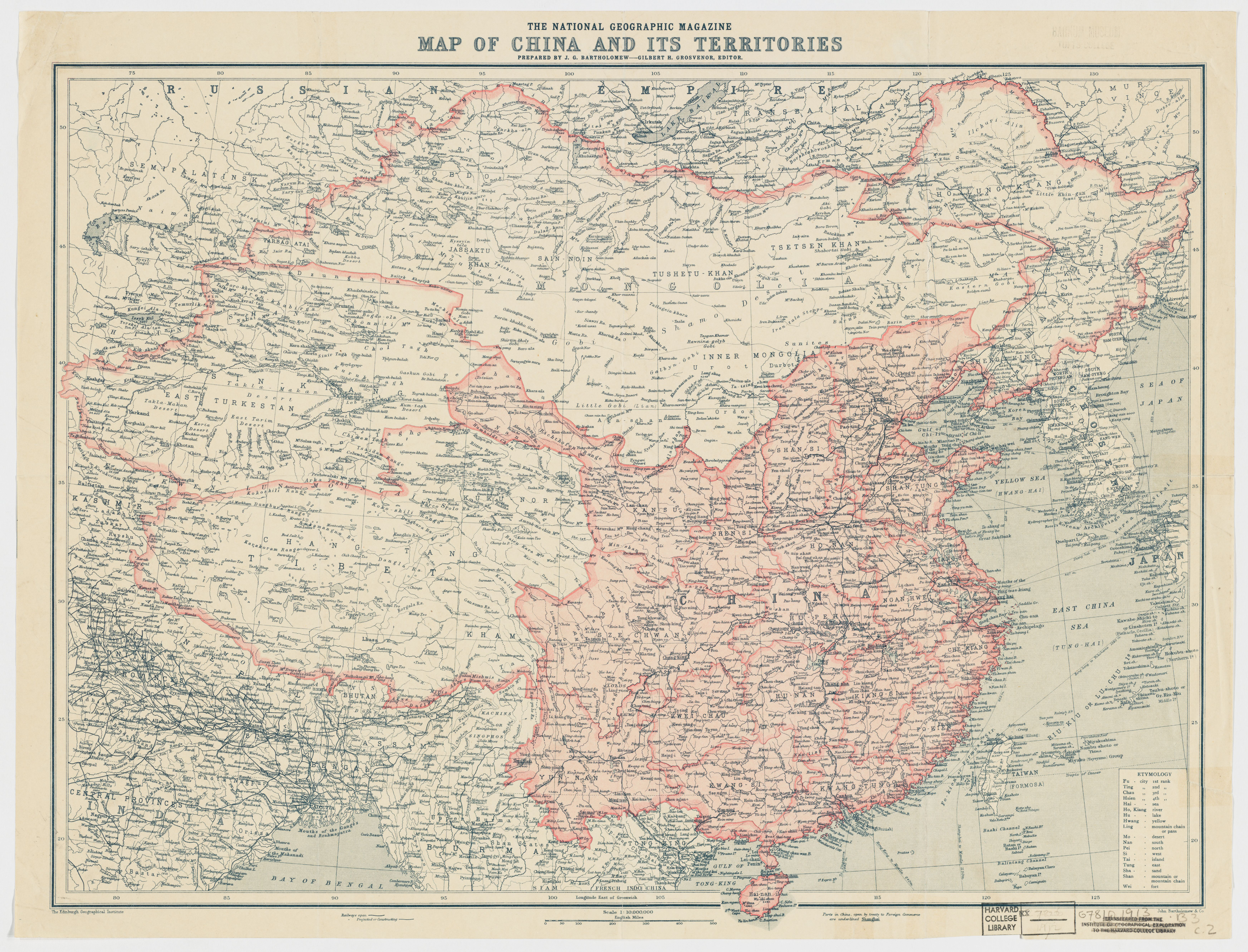
Mapa de la República de la Xina «i els seus territoris» publicat per National Geographic el 1912. Els territoris que no són la Xina estricta apareixen en blanc dins de la frontera rosada.

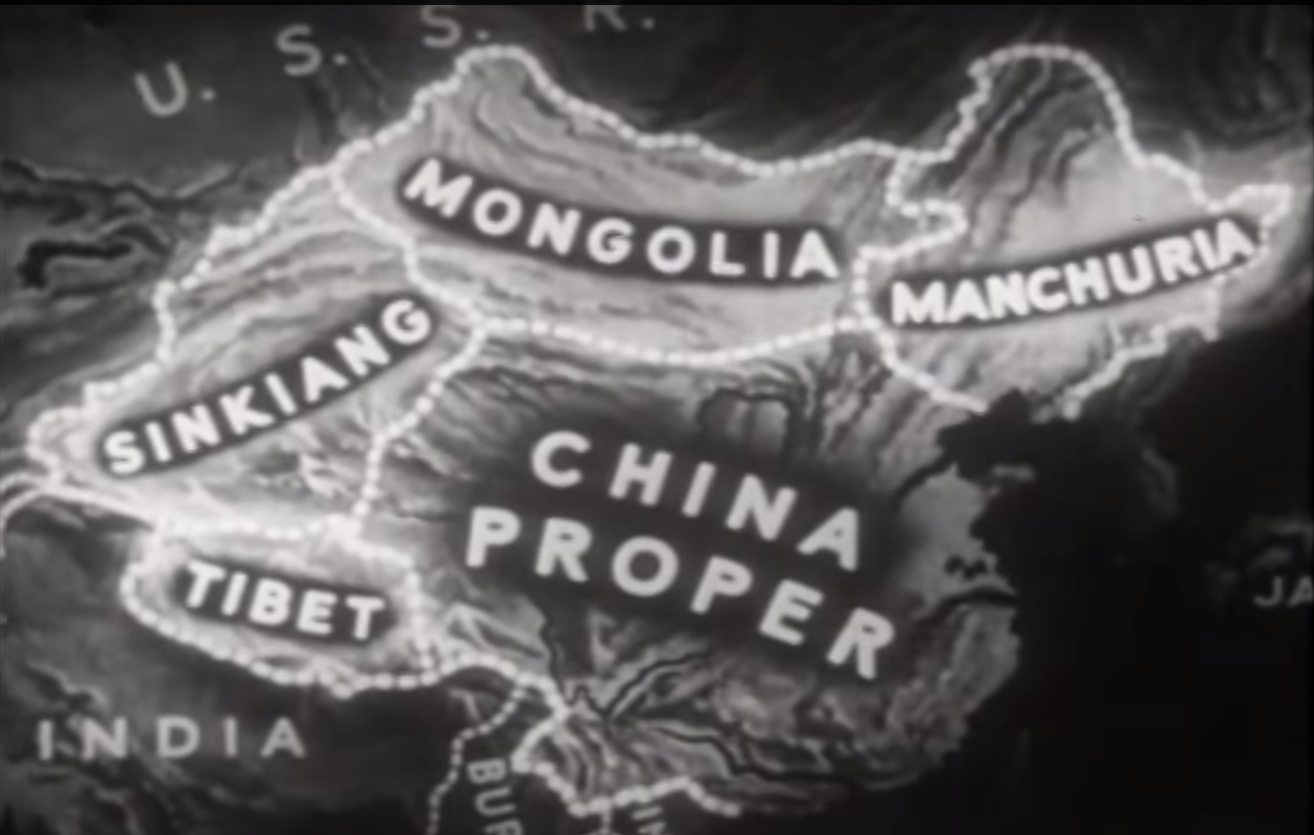
Mapa de la propaganda de guerra nord-americana del 1944 que distingeix la "Xina pròpia" dels altres territoris.

Extensió aproximada de l'ètnia han, abans de les grans migracions internes de les darreres dècades, representada en color marró.

La Xina pròpia, o Xina interior, o també les Divuit Províncies (que en català seria més aviat la Xina en sentit estricte), és un terme emprat històricament pels occidentals que han escrit sobre la Xina i sobre la dinastia Qing, la darrera, quan han volgut destacar el contrast entre el cor del país i les regions frontereres amb una identitat ètnica diferenciada. Aquestes regions sota sobirania xinesa, que es troben al nord i a l'oest del gran país, són Manxúria (que actualment se sol anomenar "Nord-est de la Xina"), Mongòlia (de la qual actualment només queda dins de la Xina la Mongòlia Interior), Xinjiang (l'antic "Turquestan xinès") i el Tibet. Totes aquestes regions es consideraven durant l'època imperial "Xina Exterior".
D'altra banda, tot i que els mapes que representen la "Xina pròpia" sempre inclouen la província de Yunnan i la regió autònoma de Guangxi (antigament, una província xinesa més), totes dues situades al sud, el cert és que aquests dos territoris són la llar de nombroses ètnies no xineses, pertanyents als grups tibetobirmà, tai, miao-yao o mon-khmer.

## Controvèrsia
No hi ha una extensió territorial definida per al que és la Xina en sentit estricte, ja que s'han produït molts canvis administratius, culturals i lingüístics al llarg de la història de la Xina. Hi ha una definició molt reduccionista que es refereix a la regió on es va originar la civilització xinesa, la Plana Central de la Xina; però també n'hi ha una altra que obre molt més el camp de visió, avança fins al moment que els xinesos ja han construït el seu imperi i se situa en la realitat actual: és la que es fixa en les Divuit Províncies de la dinastia Qing.
El cas és que la separació entre una "Xina estricta" dominada pels xinesos han i una o més "altres xines" que corresponen a diverses minories ètniques xoca amb la legitimitat de les fronteres actuals de la Xina, que es basa en el principi de la successió d'estats.
No existeix una traducció directa per a l'expressió anglesa "China proper" en la llengua xinesa a causa de diferències en la terminologia emprada per la dinastia Qing per referir-se a les regions que controlava, i l'expressió genera controvèrsia entre els intel·lectuals, especialment els xinesos, en part perquè admetre aquesta idea implicaria que les regions frontereres que no es consideren xineses en un sentit estricte apareixerien d'alguna manera com a territoris no xinesos, o potser fins i tot es faria evident que es troben dominats de forma il·legítima per la Xina.